# Diecéze Nancy
Diecéze Nancy (-Toul) (lat. Dioecesis Nanceiensis (-Tullensis), franc. Diocèse de Nancy-Toul) je francouzská římskokatolická diecéze. Leží na území departementu Meurthe-et-Moselle, jehož hranice přesně kopíruje. Sídlo biskupství i katedrála Notre-Dame-de-l'Annonciation de Nancy se nachází ve městě Nancy. Diecéze je součástí besançonské církevní provincie. Biskup z Nancy-Toul je nositelem titulu primas lotrinský, s nímž jsou spjata některá privilegia arcibiskupa.

## Historie
Biskupství bylo v Nancy založeno 19. listopadu 1777, jako sufragán besançonské arcidiecéze. V důsledku konkordátu z roku 1801 byla zrušená biskupství Saint-Dié a ve Verdunu, jejichž území bylo včleněno do území diecéze Nancy. Obě diecéze byly obnoveny 6. října 1822.

### Sloučení diecézí
Papež Klement VIII. vytvořil titul primase lotrinského pro biskupa z Toulu (tehdejší součást tzv. Trojbiskupství), ta však zanikla a její území bylo včleněno do diecéze Nancy. Užívání výsad toulského biskupa bylo převedeno též na biskupství v Nancy. Diecéze byla 20. února 1824 přejmenována na Nancy-Toul.

### Diecéze Nancy (-Toul)

Schéma znaku primase lotrinského, který není kardinálem (zelené galero, deset střapců, latinský kříž)

Ačkoli je biskup z Nancy-Toul primasem, nepřísluší mu titul arcibiskupa, ani není hlavou církevní provincie, a proto nemá nárok na užívání pallia vyhrazeného metropolitům. Je však oprávněn při liturgii nosit rationale (nazývaný také superhumerál) na území diecéze.

### Diecézní biskup
Od roku 1972 do roku 1991 byl diecézním biskupem Mons. Bernard. V letech 1991-1998 byl biskupem z Nancy Mons. Jaeger.
Od 3. září 1999 do roku 2023 (kdy dosáhl kanonického věku) byl diecézním biskupem Mons. Jean-Louis Papin. Biskupem byl v roce 2023 jmenován Mons. Pierre-Yves Michel.